# Auszeichnungsgerät
Ein Auszeichnungsgerät oder auch Etikettiersystem wird meist zur Preisauszeichnung bzw. Etikettierung von Produkten oder für die Lagerung und Logistik von Waren eingesetzt. Auszeichnungsgeräte gibt es in verschiedenen Varianten:
- Manuelle Auszeichnungsgeräte werden von Hand mittels Knopfdruck oder einer Verwiegung ausgelöst.
- Halbautomatische Auszeichnungsgeräte werden meist in vollautomatischen Linien eingesetzt als Summendrucker, können aber auch als Handgerät benutzt werden.
- Vollautomatische Auszeichnungsgeräte verwiegen vollautomatisch, ohne dass ein Mensch in die Verwiegung eingreifen muss.

## Einsatzgebiete
Vollautomatische Auszeichnungsgeräte werden meist in ganzen Verpackungslinien eingesetzt wie z. B. bei der Fertigung und Verpackung von Käse und Fleischwaren sowie Obst, Gemüse oder Backwaren. Bei der Auszeichnung werden die Produkte mit einem Etikett versehen, das nach der Lebensmittelverordnung des jeweiligen Landes beschriftet sein muss. Die Preisauszeichnung selbst richtet sich nach den Preisauszeichnungsvorgaben des jeweiligen Landes. So sollte ein Lebensmitteletikett von einem Auszeichnungsgerät mit einem Herstellungsdatum, einem Mindesthaltbarkeitsdatum, den Inhaltsstoffen des Produkts, der Produzentennummer, eventuell dem Preis und einem entsprechenden Barcode versehen werden.

## Ausführung der Drucker
Verschiedene Aufdruckversionen von Druckern werden von den Herstellern zu den verschiedensten Anforderungen der Kunden angeboten. So gibt es beispielsweise Thermodirektdrucker, die die Etiketten mittels einer thermischen Einwirkung direkt beschriften lassen, eine Thermotransfer-Beschriftung, bei der der geschriebene Text indirekt über ein Carbon-Band auf das Etikett aufgebracht wird. Sehr häufig wird das Haltbarkeitsdatum direkt auf die Verpackung von Lebens- und Genussmitteln aufgebracht. Zum Einsatz gelangen vorwiegend Laser- und Tintenstrahldatiersysteme.